# Gleichnis von der selbstwachsenden Saat

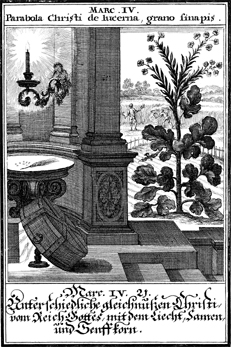
Darstellung des Gleichnisses zusammen mit dem vorangehenden Gleichnis vom Licht unter dem Scheffel

Das von Jesus von Nazaret erzählte Gleichnis Vom Wachsen der Saat handelt davon, dass die vom Bauern ausgebrachte Saat ohne sein weiteres Zutun wächst und Frucht bringt. Das Gleichnis ist einzig im Evangelium nach Markus (Mk 4,26–29 ) überliefert und gehört somit (als einziges Gleichnis) zum markinischen Sondergut.

## Wortlaut
Das Gleichnis in der Lutherübersetzung (revidierte Fassung von 2017):

„Und er sprach: Mit dem Reich Gottes ist es so, wie wenn ein Mensch Samen aufs Land wirft und schläft und steht auf, Nacht und Tag; und der Same geht auf und wächst – er weiß nicht wie. Von selbst bringt die Erde Frucht, zuerst den Halm, danach die Ähre, danach den vollen Weizen in der Ähre. Wenn aber die Frucht reif ist, so schickt er alsbald die Sichel hin; denn die Ernte ist da.“

## Deutung
Das Gleichnis unterstreicht, dass das Reich Gottes sich nicht durch Revolutionäre selbst bauen lässt noch durch strenge Befolgung des Gesetzes erzwingen oder finden lässt. Nur der Glaube, der mit Gottes unaufhaltsamem Wirken rechnet und geduldig auf die Zeit der Ernte wartet, wird das Reich Gottes finden.